# Dragon Ball Super: Super Hero
Dragon Ball Super: Super Hero (яп. ドラゴンボー超 スーパーヒーロー, Doragon Bōru Sūpā Sūpā Hīrō) — японський анімаційний пригодницький фентезійний фільм про бойові мистецтва 2022 року і продовження фільму Dragon Ball Super: Broly (2018). Це двадцять перший анімаційний повнометражний фільм франшизи «Dragon Ball», другий, що вийшов під брендом Dragon Ball Super, перший, створений переважно за допомогою CGI-анімації, а також четвертий і останній анімаційний фільм про Dragon Ball, знятий під керівництвом творця франшизи Акіри Торіями до його смерті в березні 2024 року. У фільмі Пікколо та його колишній учень Гохан вирушають на місію з порятунку світу від новоствореної Армії Червоної Стрічки.
Спочатку фільм мав вийти в Японії 22 квітня 2022 року, але натомість вийшов 11 червня через кібератаку на Toei.
Dragon Ball Super: Super Hero отримав позитивні відгуки від критиків із похвалою за фактор ностальгії, характеризацію, фан-сервіс, послідовність дій і гумор. Фільм зібрав у світовому прокаті 13.8 мільярдів єн (близько 102,5 мільйонів доларів США), таким чином став другим за касовими показниками фільмом Dragon Ball на сьогодні.

## Сюжет
Командир Маджента, генеральний директор Red Pharmaceuticals, прагне відродити Армію Червоної Стрічки, яку раніше очолював його батько Командор Ред, перш ніж вона була остаточно знищена Гоку понад три десятиліття тому. Маджента та його помічник штабний офіцер Кармін прагнуть завербувати вцілілого онука Доктора Геро, Доктора Хедо, одержимого супергероями божевільного вченого, якого звільнили з в’язниці після тривалого ув’язнення за пограбування могил. Попри свої початкові застереження, Хедо приймає пропозицію після того, як Маджента переконує його, що Capsule Corporation Бульми — це зла організація, яка прагне до світового панування.
Поки Гоку, Веджета і Бролі тренуються під керівництвом Віса на планеті Біруса, Пікколо роздратований тим, що Гохан марнує свій потенціал. В той час він тренує Пан, доньку Гохана. На Пікколо нападає андроїд Червоної Стрічки Гамма 2, але йому вдається ухилитися від андроїда, і він слідує за ним до бази Армії Червоної Стрічки. Пікколо маскується під солдата, щоб проникнути на збори, де він дізнається, що Гамма 1 і 2 були створені Хедо, щоб перемогти Capsule Corporation та їхніх надпотужних союзників. Хедо також неохоче використав схеми свого діда щодо Целла, щоб створити покращену версію, відому як Целл Макс. Пікколо просить Бульму зв'язатися з Вісом, щоб попередити Гоку та Веджету про загрозу, але вона не може до нього додзвонитися. Пікколо просить Шенрона розкрити свій потенціал. Згодом він дізнається про план Мадженти викрасти Пан, щоб заманити Гохана в пастку.
Пікколо сам зголошується на викрадення і наказує Пан підіграти йому. Розлючений, дізнавшись про викрадення Пан, Гохан починає повномасштабний штурм бази Червоної Стрічки й бореться з Гаммою 1, а Пікколо стикається з Гаммою 2, де весь його потенціал проявляється в новій формі, названій «Орандж Пікколо». Пікколо вдається переконати Гамму 2, що Маджента бреше про Capsule Corporation, і Гамми розуміють, що справжніми лиходіями є Армія Червоної Стрічки. Пан вирубає Карміна після його спроби вбити її, а розлючений Маджента активує Целла Макс і гине від руки Хедо.
Целл Макс перетворюється на велетенського розлюченого монстра. Бульма прибуває з Готеном, Транксом, Андроїдом 18 і Куріріном як підкріплення. Гохан, Пікколо, Гамми та інші бійці б'ються з Целлом Макс. Готен і Транкс намагаються злитися у Готенкс, але їхня техніка злиття недосконала. Втім, Готенксу вдається проломити череп Целла Макс, виявивши, що він не має здатності до регенерації, як оригінальний Целл. Гамма 2 жертвує собою, намагаючись вбити Целла, але йому вдається знищити лише його ліву руку. Після перемоги Пікколо над Целлом Макс, внутрішня лють Гохана проявляється в новій формі «Звіра», і він стріляє з «Спеціальної променевої гармати», вбиваючи Целла Макс. Гохан возз'єднується з Пан, а розкаяні Хедо та Гамма 1 отримують посади в Capsule Corporation.
У сцені після титрів Веджета перемагає Гоку у тривалому спарингу на планеті Біруса, завдаючи останнього удару перед тим, як впасти сам.

## Виробництво
Виробництво Super Hero почалося ще до випуску Dragon Ball Super: Broly. Це перший фільм із франшизи, зроблений здебільшого завдяки CGI, і четвертий, у якому активно брав участь творець серіалу Акіра Торіяма, який надав оригінальну концепцію та дизайн персонажів. Використовувати візуальні елементи CGI було рішенням режисера Тецуро Кодамою, який має досвід їх використання.
Щоб відрізнити фільм від попередніх, Пікколо та Гохан стали головними героями (на відміну від Гоку та Веджети), а Армія Червоної Стрічки повернулася як злодії. Торіяма власноруч розробив дизайн персонажів Армії Червоної стрічки, а також їхні транспортні засоби. Кодама пояснив, що розповідь буде далі досліджувати людську драму, особливо ідею Гохана, який є воїном і вченим водночас. Торіяма сказав, що він хотів, щоб сюжет був зосереджений на стосунках Гохана та Пікколо, враховуючи, що Пікколо мотивує Гохана боротися навіть більше, ніж його батько Гоку.

## Сприйняття

### Відгуки критиків
На сайті-агрегаторі рецензій Rotten Tomatoes 93% з 59 відгуків критиків є позитивними, а середньою оцінкою є 7,2/10. Консенсус на сайті такий: «Поєднуючи чудово анімований екшн зі свіжим розвитком персонажів, Dragon Ball Super: Super Hero — це все, що шукають фанати франшизи». Metacritic, який використовує середньозважену оцінку, присвоїв фільму 65 балів зі 100, спираючись на відгуки 12 критиків, що свідчить про «загалом схвальні» рецензії. Американські глядачі, опитані PostTrak, дали фільму 85% позитивних оцінок, причому 75% сказали, що обов'язково порекомендують його, а японські глядачі, опитані японською дослідницькою компанією Filmarks, оцінили Dragon Ball Super: Super Hero на 4,0 бали з 5,0 можливих.
Річард Айзенбайс з Anime News Network дав фільму оцінку B−. Він відзначив численні відсилання до попередніх частин Dragon Ball і високо оцінив характеризацію Пікколо, якого він вважає знехтуваним персонажем. Він також високо оцінив анімацію фільму. Однак Айзенбайс критикував Целла Макс за те, що він невиразний злодій. Цезарі Ян Струсевич з Polygon описав фільм як ностальгічний, зазначивши, що його можна дивитися і звичайним фанатам, і людям, які ніколи раніше не дивилися Dragon Ball. На відміну від Айзейнбайса, Струсевичу не сподобалася анімація, яку він вважав незвичною для серіалу.